# Báqueo el Viejo
Báqueo el Viejo (en griego Βάκχειος ο Γέρων,  trad. gerón: viejo) fue un antiguo matemático y músico griego que probablemente vivió en el siglo IV. 
Escribió una introducción a la música, en la que estableció tratados con figuras algebraicas y partes del alfabeto griego. 